# Apoloniusz z Pergi
Apoloniusz z Pergi (stgr. Ἀπολλώνιος ὁ Περγαῖος, Apollonios hoe Pergaios; ur. ok. 260 p.n.e., zm. ok. 190 p.n.e.) – starogrecki matematyk i astronom, znany z badań nad geometrią krzywych płaskich.

## Życiorys
O jego życiu wiadomo niewiele. Studiował matematykę w Szkole Aleksandryjskiej u uczniów Euklidesa. Najbardziej aktywny naukowo był około 210 r. p.n.e. Działał na terenie Aleksandrii i Pergamonu.

## Dorobek badawczy
Trzeci z wpływowych matematyków starożytnej Grecji, po Euklidesie i Archimedesie. W starożytności nazywano go „Wielkim Geometrą”. Apoloniusz interesował się głównie geometrią, a zwłaszcza krzywymi stożkowymi. Napisał traktat Stożkowe (stgr. Κωνικά, Konika), w którym opisał krzywe jak elipsa, parabola i hiperbola oraz nadał im nazwy. Wprowadził też blisko powiązane z hiperbolą pojęcie asymptoty. W dziele tym naukę o krzywych stożkowych doprowadził prawie do poziomu nowożytnego. Stworzył podwaliny geometrii analitycznej. Opisał też problem Apoloniusza konstrukcji okręgu stycznego do trzech zadanych.
W astronomii Apoloniusz zajmował się badaniem ruchu Księżyca i teorią epicykli. Jego księgi tłumaczyli matematycy nowożytni, m.in. Viète, Halley, Fermat, Hilbert.